# Gustav-Adolf-Kirche (Chomutov)

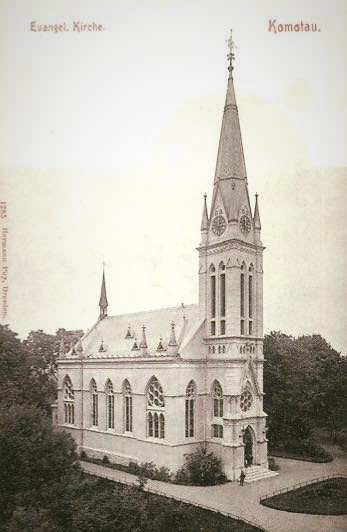
Ehemalige Gustav-Adolf-Kirche Komotau

Die Gustav-Adolf-Kirche war die Evangelische Kirche  von Chomutov (deutsch Komotau) im Okres Chomutov im Verwaltungsbezirk Ústecký kraj in Tschechien. Der 1898 errichtete Kirchenbau wurde 1972 durch Sprengung zerstört.

## Geschichte
Um die Mitte des 16. Jahrhunderts hatte sich in Komotau wie in der übrigen Region der Protestantismus fest etabliert, so dass Bohuslav von Lobkowitz (seit 1570 Oberstlandrichter in Böhmen und Besitzer der Herrschaft Komotau) den Glaubensangehörigen im Schloss Rothenhaus einen der Dreifaltigkeit gewidmeten Betsaal, den sogenannten Lutherboden, zur Verfügung stellte. Die Gründung eines Jesuitenkollegs im Jahr 1589 löste am 2. Juli 1591 einen Aufstand der Protestanten aus, bei dem das Kolleg geplündert wurde. Als 1620 mit dem Beginn der Gegenreformation die Jesuiten ihr  Kolleg zurückerhielten, emigrierten die dem evangelischen Glauben angehörenden Bürger nach Sachsen. Erst nach Erlass des josephinischen Toleranzpatentes von 1782 und nachfolgend dem Protestantenpatent von 1861, das eine Gleichstellung der Konfessionen im Habsburgerreich gewährte, kam es wieder zur Gründung einer evangelischen Gemeinde, zunächst 1849 als Filialgemeinde von Görkau-Rotenhaus, die schließlich 1878 zur selbständigen Gemeinde erhoben wurde.
1896 überließ die Stadtgemeinde den Protestanten einen Bauplatz am Eingang des Stadtparkes zum Bau einer Kirche, die ab 1898 nach Plänen der örtlichen Baumeister Gebrüder John errichtet wurde. Der wesentlich vom Leipziger Gustav-Adolf-Verein finanzierte Kirchenbau konnte nach nur einjähriger Bauzeit bereits am 8. September 1899 eingeweiht werden. Der in den Formen der Neugotik errichtete Kirchenbau wurde als eine im Innern flachgedeckte Saalkirche mit vorgesetztem markanten Kirchturm mit Spitzhelm erbaut.
Nach dem Zweiten Weltkrieg gehörte die Kirche der Tschechoslowakischen Hussitischen Kirche, die sie zuletzt als Lagerhalle benutzte. Am 22. August 1972 wurde sie gesprengt und nachfolgend an ihrer Stelle ein Hallenbad errichtet.